# Skupina Tvrdohlaví
Volné umělecké sdružení Tvrdohlaví byla česká umělecká skupina, která formálně existovala v letech 1987 až 2001. Její název vznikl pravděpodobně v návaznosti na českou kuboexpresionistickou skupinu první republiky Tvrdošíjní.
Kromě toho v letech 2000 až 2004 manažer skupiny Václav Marhoul provozoval galerijní a prodejní firmu Galerie Tvrdohlaví, s.r.o.

## Členové skupiny
- Jiří David (* 1956) – malíř, grafik, fotograf
- Stanislav Diviš (* 1954) – malíř, hudebník
- Michal Gabriel (* 1960) – sochař
- Zdeněk Lhotský (* 1956) – malíř, grafik, výtvarník
- Stefan Milkov (* 1956) – malíř a sochař
- Petr Nikl (* 1960) – malíř, hudebník, divadelník
- Jaroslav Róna (* 1957) – malíř, sochař, divadelník
- František Skála (* 1956) – malíř, grafik, sochař
- Čestmír Suška (* 1952) – malíř, grafik a scénograf
- Václav Marhoul (* 1960) – producent, scenárista, režisér a manažer

## Biografie
- Jiří Olič – Tvrdohlaví, Silver Screen, 1999